# 丹药
丹药，又称丹、仙丹、金丹，是中国道士用来获得永生的药丸。其通常形状为颜色较深、质地均匀的球形药丸，由精制药材在炉等容器内制成。据称，道士用此法炼制仙药，服用后可羽化成仙。在口语和中医中，该术语也可指功效卓越的药物。
对药丸的探索始于公元前几个世纪，一直持续到公元约500年，通常以汞和金等贵金属为基础。 它的搜寻得到了中国皇帝和贵族的支持，并且有着浓厚的道教传统。 秦朝时，开国皇帝秦始皇曾向道士、方士请教，寻求长生不老的丹药。

## 相关
蟠桃
人参果
不死之草